# Marcela Mardones
Marcela Mardones (Chile, 5 de enero de 1968) es una científica chilena, ecuatoriana por naturalización, cuyas investigaciones se enfocan en el área de la salud. 

## Biografía
Marcela Alejandra Mardones Montanares, nació en Chile el 5 de enero de 1968,  pero ha vivido en Ecuador desde su niñez.
Sus estudios superiores los realizó en la Pontificia Universidad Católica del Ecuador donde obtuvo el título de Tecnóloga Médica en Laboratorio Clínico  e Histopatológico. Además, es licenciada en Bioanálisis Clínico de la PUCE y magíster en Gerencia y Liderazgo Educacional de la UTPL.
Actualmente, es docente de la Facultad de Medicina de la Pontificia Universidad Católica del Ecuador en la carrera de Laboratorio Clínico, donde imparte la cátedra de Hematología. También, ha trabajado en diferentes instituciones como el Hospital Carlos Andrade Marín del IESS y la Cruz Roja Ecuatoriana como analista de laboratorio.
Adicionalmente, Marcela Mardones es representante del Grupo Cooperativo Latinoamericano de Trombosis y Hemostasia en Ecuador y, desde hace 15 años ha colaborado como voluntaria en la Fundación Hemofílica del Ecuador buscando mejorar la calidad de los pacientes con coagulopatías.

## Obras
Detección de inhibidores de factor VIII y IX en pacientes hemofílicos atendidos en el Servicio de Hematología de la Cruz Roja Ecuatoriana, mediante el ensayo Bethesda
Realizó su tesis en este tema en la Pontificia Universidad Católica del Ecuador en el 2003. El principal enfoque de su disertación es analizar la hemostasia como el proceso constituido por mecanismos biológicos interdependientes que previenen la extravasación sanguínea y además la intervención de diferentes factores que ayudan en la formación de un tapón que genera estabilidad de la fibrina. Aseveró, que se puede encontrar trastornos hemorrágicos llamados hipocoagulabilidades o coagulopatías que son, en su mayoría, congénitas. También dijo que, presentan una baja incidencia en la población, entre las más frecuentes son la hemofilia A con deficiencia de factor VIII y la hemofilia B  o enfermedad de Christmas, con deficiencia de factor IX. Existe un bajo porcentaje  de pacientes que presentan la enfermedad por mutaciones encontradas genéticamente. En ocasiones, los organismos de los pacientes con hemofilia reconocen como extraño la profilaxis o el tratamiento FVIII o FIX liofilizado y, en consecuencia, crea anticuerpos que neutralizan su trabajo.
Dentro de este trabajo investigativo, lo que se quería era encontrar la frecuencia de los inhibidores de FVIII y FIX en los pacientes. En el estudio se incluyó a 104 pacientes de 1 a 59 años, los cuales recibieron factores liofilizados comerciales. El 34,6% de los pacientes tenían hemofilia “A” moderada. El 23,08% tenían hemofilia “A” severa mientras que el 13,4% tenía hemofilia “A” leve. El 2,88% tenían hemofilia “B” moderada. Además de esto, se decidió incluir en el estudio a 6 pacientes con la enfermedad de Von Willebrand, quienes al parecer no tuvieron éxito al recibir el tratamiento con desmopresina. El 20,19 % de los pacientes recibió el factor VIII pero desconocían el nombre de su patología. Al final, el 40,8 % de los resultados fue positivo para la prueba Bethesda. Cinco pacientes presentaron valores mayores a cinco unidades Bethesda, es decir “altos respondedores”. Se demostró la utilidad de realizar esta prueba de rutina en los pacientes que frecuentemente reciben plasmas con factores liofilizados.
Además, logró inferir que la Cruz Roja Ecuatoriana de Quito trabaja con un  alto porcentaje de pacientes hemofílicos en el servicio de Hematología. También, propone que existen una serie de técnicas cuya función es la identificación de inhibidores, que constituyen un elemento sumamente importante para el paciente hemofílico puesto que le permite administrar un tratamiento más específico. Dentro de dicho grupo se anexa el ensayo de Bethesda, que no ha sido analizado en el Ecuador. Esta técnica es recomendada, actualizada, sensible y específica. Y, brinda la posibilidad de obtener resultados cuantitativamente, lo cual es importante especialmente una vez que el paciente ha recibido crioprecipitados o plasmas frescos congelados, lo cual permite una mayor eficiencia para el tratamiento de los pacientes hemofílicos que son atendidos en el Servicio.
Necesidades de formación de los docentes de bachillerato. (Trabajo de Fin de Maestría)
Este estudio se realizó basándose en el comportamiento de los docentes de la Unidad Educativa Cristiana "Verbo" durante el periodo 2012-2013. El estudio tomó lugar en la ciudad de Quito, Pichincha, Ecuador.
Una de las preocupaciones del Estado ecuatoriano es ajustar el llamado Ciclo del Bachillerato con el fin de adquirir la mejor técnica de aprendizaje en escuelas y colegios. En esta obra se analiza el comportamiento de los actores de instituciones (profesores, administrativos y estudiantes), definiciones de docencia, funciones de los actores del aprendizaje y el que juegan los padres de familia en el proceso de aprendizaje académico. Además, utiliza indicadores directos para el estudio, las teorías de filósofos y catedráticos internacionales como Dussel. 
Mardones señala la importancia del uso de herramientas tecnológicas en el proceso de aprendizaje, sin embargo, los docentes deben ser capacitados para obtener mejores resultados académicos. El entorno familiar influye en el desarrollo académico. Las costumbres de los padres las adquieren los hijos, así como sus hábitos y comportamientos dentro de un entorno social. Asimismo, el estudiante no debe limitarse a asimilar información, sino a buscar fuentes académicas y ampliar por sí mismo el conocimiento.
En la práctica educativa, el saber enseñar por parte de los docentes se complementa con el saber aprender por parte de los estudiantes, es decir, si ambos factores trabajan en conjunto en un ambiente didáctico
Marcela Mardones realizó su tesis de post-grado en la Universidad Técnica Particular de Loja en 2014.
Mardones destaca la importancia del desarrollo económico, político, social y tecnológico de la Unión Europea a finales del siglo XX en el crecimiento de la participación de los jóvenes en la Educación Secundaria para que posteriormente sean los mismos que tengan las herramientas básicas para poder realizar estudios post-secundarios. Tomando en cuenta este hecho, al principio del siglo XIX, influenciada por la Revolución Industrial, se ponen en evidencia las innovaciones en el sistema educativo en el Ecuador.
Para la realización de este trabajo se optó por la técnica de observación directa, la lectura y la encuesta. Esta, fue realizada a 20 docentes de bachillerato de la Unidad Educativa Cristiana Verbo del cantón Quito, provincia de Pichincha, Ecuador. El formato de la encuesta fue enviada por la Universidad Técnica Particular de Loja situada en la provincia de Loja (Ecuador).

## Docente universitaria
Después de haber culminado su etapa de estudios, optó por la vía de la docencia universitaria en la Pontificia Universidad Católica del Ecuador, destacándose como docente dentro de la Facultad de Medicina en la rama de Bioquímica Clínica. Con el fin de complementar la formación académica de los estudiantes universitarios, se enfoca en dictar materias como Microbiología, Hematología y Fisiopatología de la Coagulación, en cuarto y noveno semestre respectivamente, complementando el fundamenta teórico con el método empírico-analítico.